# Kurt Emil Schmutzler
Kurt Emil Schmutzler (ur. 17 listopada 1895, zm. 29 października 1948  w Landsberg am Lech) – zbrodniarz hitlerowski, komendant podobozów Vöcklabrück, Ternberg i Wiener-Neudorf w kompleksie obozowym Mauthausen-Gusen i SS-Hauptsturmführer.
Z zawodu malarz pokojowy, do NSDAP wstąpił w czerwcu 1937. Do SS należał od czerwca 1934, a do Waffen-SS od 17 lipca 1940. Przez krótki okres, od 26 sierpnia 1939 do 15 września 1939, Schmutzler był również członkiem Wehrmachtu. 17 lipca 1940 został skierowany do służby w obozie koncentracyjnym Mauthausen-Gusen. Początkowo do 9 listopada 1940 był dowódcą plutonu wartowniczego w Gusen. Następnie był komendantem podobozów: Vöcklabrück (do 15 maja 1942) i Ternberg (od 16 maja do 30 sierpnia 1942). Powrócił na stanowisko dowódcy plutonu wartowniczego w Gusen 30 sierpnia 1942 i pełnił to stanowisko do 26 lipca 1943. Od 26 lipca 1943 do 2 kwietnia 1945 Schmutzler był komendantem podobozu Wiener-Neudorf. Uczestniczył w ewakuacji tego podobozu. Wreszcie pod koniec wojny przez krótki okres (8 kwietnia – 4 maja 1945) pracował w magazynie, w którym gromadzono mienie więźniów w głównym obozie Mauthausen.
Brał udział w zbrodniach popełnionych w kompleksie obozowym Mauthausen-Gusen, szczególnie jako komendant podobozów. Bezpośrednio uczestniczył w egzekucjach i eksploatacji niewolniczej pracy więźniów. Schmutzler był również współodpowiedzialny za rozstrzeliwanie więźniów Wiener-Neudorf podczas marszu śmierci do Mauthausen. Za swoje zbrodnie został osądzony w czwartym procesie załogi Mauthausen-Gusen przed amerykańskim Trybunałem Wojskowym w Dachau i skazany na karę śmierci. Wyrok wykonano przez powieszenie w więzieniu Landsberg pod koniec października 1948.